# Kemble (inslagkrater)
Kemble is een inslagkrater op de planeet Venus. Kemble werd in 1985 genoemd naar de Engelse actrice Fanny Kemble (1809-1893).
De krater heeft een diameter van 23,6 kilometer en bevindt zich tussen Audhumla Corona en Sigrun Fossae in het quadrangle Bereghinya Planitia (V-8).